# Vågstjärnen, Dalarna
Vågstjärnen är en sjö i Falu kommun i Dalarna och ingår i Dalälvens huvudavrinningsområde.